# Dioscorea subhastata
Dioscorea subhastata är en enhjärtbladig växtart som beskrevs av Vell. Dioscorea subhastata ingår i släktet Dioscorea och familjen Dioscoreaceae. Inga underarter finns listade i Catalogue of Life.